# Bulharská hokejová reprezentace

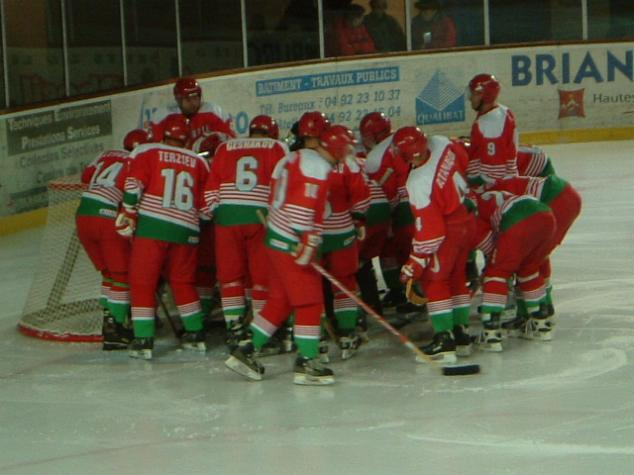
Tým Bulharska v červených dresech

Bulharská hokejová reprezentace je bulharský národní výběr v ledním hokeji. První zápas sehrál v roce 1942. Na zimních olympijských hrách hrál pouze jednou, v Innsbrucku 1976. Bulharsko hraje skupinu B v Divizi II.

## Zimní olympijské hry
| Hokej na ZOH | Místo ZOH          | Umístění  | Soupisky |
| ------------ | ------------------ | --------- | -------- |
| ZOH 1976     | Rakousko Innsbruck | 12. místo | Soupiska |

## Mistrovství světa v ledním hokeji
- divize D2
- divize D3
- Legenda: červené podbarvení - sestup, zelené podbarvení - postup, fialové podbarvení - reorganizace, změna skupiny či soutěže

| Rok          | Místo turnaje       | Umístění                         |
| ------------ | ------------------- | -------------------------------- |
| MS – 2001 D2 | Rumunsko            | 4. místo                         |
| MS – 2002 D2 | Jugoslávie          | 4. místo                         |
| MS – 2003 D2 | Bulharsko           | Bronzová medaile                 |
| MS – 2004 D2 | Litva               | 4. místo                         |
| MS – 2005 D2 | Chorvatsko          | 4. místo                         |
| MS – 2006 D2 | Bulharsko           | Stříbrná medaile                 |
| MS – 2007 D2 | Chorvatsko          | 5. místo                         |
| MS – 2008 D2 | Rumunsko            | 5. místo                         |
| MS – 2009 D2 | Bulharsko           | 4. místo                         |
| MS – 2010 D2 | Mexiko              | 4. místo                         |
| MS – 2011 D2 | Austrálie           | 5. místo                         |
| MS – 2012 D2 | Bulharsko           | Bronzová medaile                 |
| MS – 2013 D2 | Turecko             | 6. místo (sestup)                |
| MS – 2014 D3 | Lucembursko         | místo (postup)                   |
| MS – 2015 D2 | Jižní Afrika        | 4. místo                         |
| MS – 2016 D2 | Mexiko              | 6. místo (sestup)                |
| MS – 2017 D3 | Bulharsko           | Stříbrná medaile                 |
| MS – 2018 D3 | Jižní Afrika        | Stříbrná medaile                 |
| MS – 2019 D3 | Bulharsko           | místo (postup)                   |
| MS – 2020 D2 | Chorvatsko a Island | Zrušeno kvůli pandemii covidu-19 |
| MS – 2021 D2 | Čína a Island       | Zrušeno kvůli pandemii covidu-19 |
| MS – 2022 D2 | Chorvatsko a Island | 4. místo                         |
| MS – 2023 D2 | Španělsko a Turecko | 4. místo                         |
| MS – 2024 D2 | Bulharsko           | 4. místo                         |
| MS – 2025 D2 | Nový Zéland         | 4. místo                         |